# Rhinolophus marshalli
Rhinolophus marshalli (Thonglongya, 1973) è un Pipistrello della famiglia dei Rinolofidi diffuso in Indocina.

## Descrizione

### Dimensioni
Pipistrello di piccole dimensioni, con la lunghezza della testa e del corpo di 42 mm, la lunghezza dell'avambraccio tra 41 e 48 mm, la lunghezza della coda tra 16 e 26 mm, la lunghezza delle orecchie tra 25 e 30 mm e un peso fino a 7,5 g.

### Aspetto
La pelliccia è moderatamente lunga. Le parti dorsali sono marroni scure, talvolta con dei riflessi rossastri, mentre le parti ventrali variano dal grigio fumo al bruno-giallastro chiaro. Le orecchie sono molto grandi ed a imbuto, con un grande antitrago lungo circa la metà del padiglione auricolare. La foglia nasale presenta una lancetta piccola e con la punta smussata, un processo connettivo basso e poco sviluppato, una sella arrotondata che si allarga verso l'estremità, il setto tra le narici a forma di coppa, con i bordi che si estendono lateralmente in due alette che includono la base della sella e la oltrepassano per unirsi alla base del processo connettivo. La porzione anteriore è larga, copre interamente il muso ed ha un incavo centrale alla base. Il labbro inferiore ha tre solchi longitudinali. La coda è lunga ed inclusa completamente nell'ampio uropatagio. Il primo premolare superiore è piccolo e situato lungo la linea alveolare. 

### Ecolocazione
Emette ultrasuoni ad alto ciclo di lavoro con impulsi a frequenza costante di 40–41 kHz nel Laos.

## Biologia

### Comportamento
Si rifugia singolarmente all'interno di grotte calcaree e crepacci.

### Alimentazione
Si nutre di insetti.

## Distribuzione e habitat
Questa specie è diffusa nel Myanmar orientale, Thailandia settentrionale e centrale, Vietnam e Laos settentrionali e Penisola malese settentrionale.
Vive nelle foreste e in zone altamente frequentate dall'uomo.

## Conservazione
La IUCN Red List, considerato che questa specie è ampiamente diffusa e sembra poter sopravvire in zone disturbate, anche se non è abbondante, classifica R.marshalli come specie a rischio minimo (Least Concern)).